# Правильність
У математичній логіці, логічна система має властивість правильності тоді і тільки тоді, коли її правила виводу доводять тільки формули, що є чинними щодо її семантики. Здебільшого, це зводиться до того, що її правила мають властивість збереження істини, проте це не так у загальному випадку.

## Про аргументи
Аргумент є правильним тоді і тільки тоді, коли:
1. він є чинним,
2. усі вихідні припущення є істинними

Розглянемо наступний аргумент:
Усі люди смертні
Сократ людина
Отже, Сократ смертний
Цей аргумент є правильним, оскільки усі вихідні твердження є істинними, та сам аргумент є чинним.
Натомість аргумент:
Усі люди вміють літати
Сократ людина
Отже, Сократ вміє літати
є неправильним, адже хоча він і є чинним, одне твердження «усі люди вміють літати» є очевидно неістинним.

## Логічні числення
Правильність (коректність) знаходиться поміж фундаментальних властивостей, що вивчаються у математичній логіці. Властивість правильності забезпечує початкову підставу для того, щоб розглядати логічну систему як бажану. Властивість повноти означає, що будь-яка тавтологія є теоремою. Разом вони імплікують, тавтології і тільки тавтології є теоремами
Логічне числення має властивість правильності, якщо теореми логічного числення є тавтологіями.